# Чад на Светском првенству у атлетици на отвореном 2019.
Чад је учествовао на 17. Светском првенству у атлетици на отвореном 2019.  одржаном у Дохи од 27. септембра до 6. октобра петнаести пут. Репрезентацију Чада представљао је један атлетичар који се такмичио у трци на 400 метара. , 
На овом првенству такмичар Чада није освојио ниједну медаљу, нити је постигао неки резултат.

## Учесници
Мушкарци
- Башир Мамат — 400 м

## Резултати

### Мушкарци
| Атлетичар   | Дисциплина | Лични рекорд | Квалификације | Квалификације | Полуфинале           | Полуфинале           | Финале               | Финале       | Детаљи |
| Атлетичар   | Дисциплина | Лични рекорд | Резултат      | Место         | Резултат             | Место                | Резултат             | Место        | Детаљи |
| ----------- | ---------- | ------------ | ------------- | ------------- | -------------------- | -------------------- | -------------------- | ------------ | ------ |
| Башир Мамат | 400 м      | 47,13        | 47,65         | 6. у гр. 3    | Није се квалификовао | Није се квалификовао | Није се квалификовао | 36 / 41 (42) |        |